# Denys Oliynyk
Denys Oliynyk pouvant s'écrire Oleynik ou Oliinyk, (en ukrainien, Олійник Денис Вікторович) né le 16 août 1987, est un footballeur ukrainien. Il joue au poste de milieu de terrain au LNZ Tcherkassy.

## Biographie

### En club
Denys Oliynyk arrive au Dynamo Kiev en 2004 où il est formé mais il joue régulièrement en équipe 2 ou 3. C'est pour gagner du temps de jeu qu'il est ensuite prêté dans un club de deuxième division ukrainienne au FC Naftovyk-Ukrnafta Okhtyrka où il joue quelque matchs (14 matchs pour un but).
Après être retourné au Dynamo Kiev durant six mois, il est de nouveau prêté au Arsenal Kiev, où de bonnes prestations attire le Metalist Kharkiv qu'il rejoint au mois de janvier 2009. Le 18 février 2009, il joue son 1er match avec son nouveau club, il marque en Coupe d'UEFA pour son 1er match européen au Stade Luigi Ferraris contre la Sampdoria Gênes.

### En sélection
Oliynyk joue régulièrement en sélections de jeunes ukrainiennes surtout en équipe des moins de 17 ans. Il est l'un des piliers de la sélection espoirs pendant la période 2006-2008.

## Palmarès
- Dynamo Kiev
  - Vainqueur du Championnat d'Ukraine en 2007.
  - Vainqueur de la Supercoupe d'Ukraine en 2007.